# 浦山駅
浦山駅（うらやまえき）は、富山県黒部市宇奈月町浦山にある富山地方鉄道本線の駅である。駅番号はT35。

## 歴史
- 1922年（大正11年）11月5日：黒部鉄道により三日市駅（現在のJR黒部駅） - 下立駅間10.1 kmが開業。
- 1943年（昭和18年）
  - 1月1日：富山県内の全鉄道会社が富山電気鉄道を中心とした富山地方鉄道（地鉄）に統合されたことに伴い、同社の黒部線所属となる。
  - 11月11日：旧黒部鉄道の路線が600 Vから1,500 Vへ昇圧され、プラットホーム改修などの工事が完了したことに伴い、電鉄富山駅からの直通運転が開始[1]。
- 1968年（昭和43年）5月11日：貨物営業廃止[2]。
- 1997年（平成9年）8月1日：無人駅化[3]。
- 2015年（平成27年）3月14日：ダイヤ改正により特急停車駅から外れる。
- 2021年（令和3年）4月1日：ダイヤ改正により当駅始発電鉄富山行き普通列車の運行が開始。

## 駅構造
島式ホーム1面2線を持つ地上駅で、木造駅舎を併設する。近年まで委託駅だったが、受託者が高齢かつ入院したため無人駅となった。跨線橋はなく、駅舎からホームへは構内踏切を利用する。ホーム有効長は3両分確保されているものの、客用扉が各車とも車端部にある16010形が3両編成で運転した場合と、同じく、客用扉が各車とも車端部にあり、3両固定編成しかない20020形の場合、最後部車両の乗務員室脇の扉がホームにかからないため、あらかじめその扉のみ車掌がドアカットの措置を行う。

### のりば
| のりば | 路線  | 方向 | 行先                                   |
| ------ | ----- | ---- | -------------------------------------- |
| 1      | ■本線 | 下り | 宇奈月温泉方面                         |
| 2      | ■本線 | 上り | 電鉄黒部・電鉄魚津・上市・電鉄富山方面 |

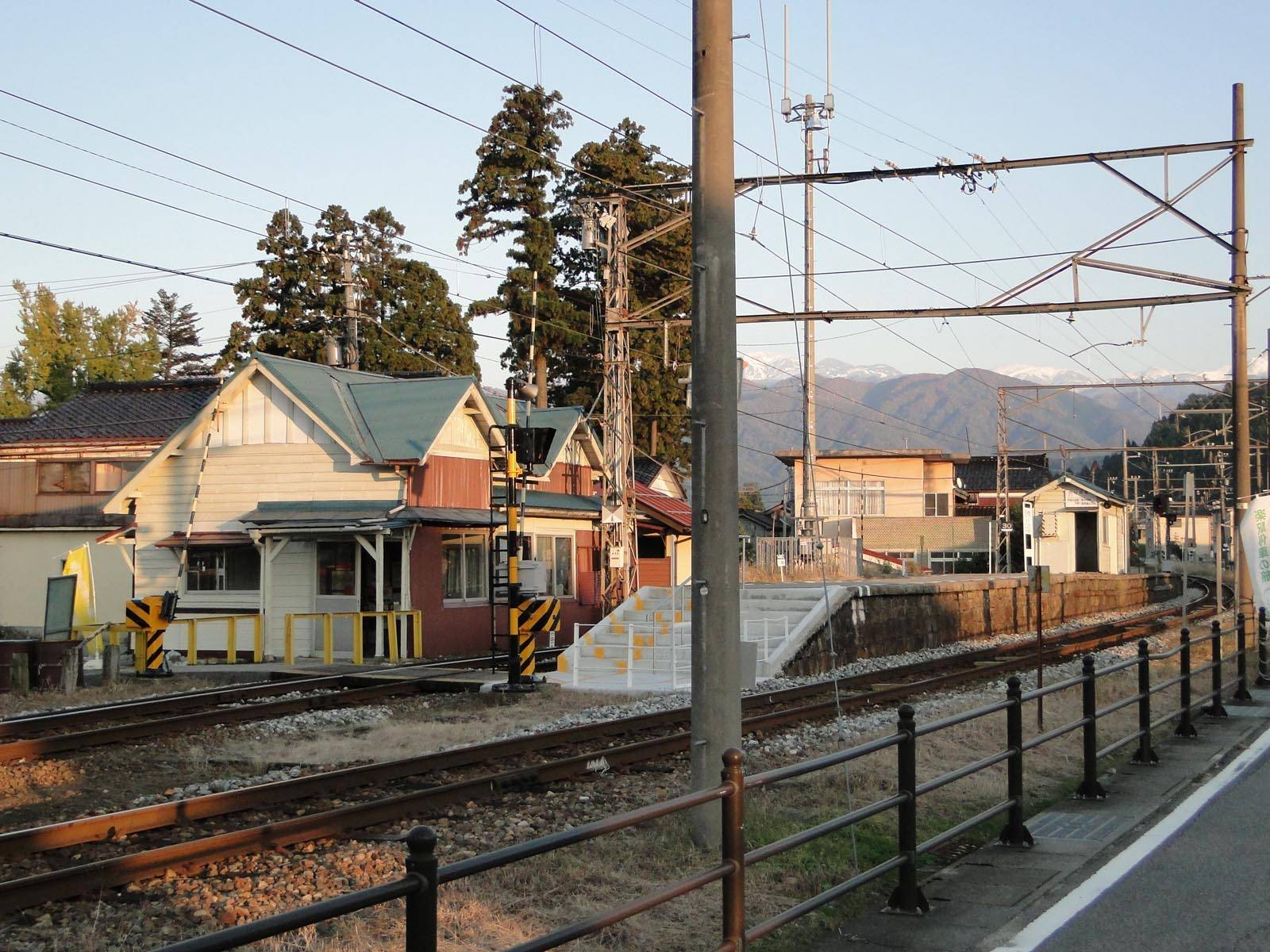
構内（2010年11月）

## 利用状況
「統計黒部」によると、2019年度の一日平均乗降人員は255人であった。なお、2003年度以降の乗降人員は以下の通りである。
| 年度   | 一日平均 乗降人員 |
| ------ | ----------------- |
| 2003年 | 247               |
| 2004年 | 243               |
| 2005年 | 255               |
| 2006年 | 262               |
| 2007年 | 260               |
| 2008年 | 256               |
| 2009年 | 246               |
| 2010年 | 252               |
| 2011年 | 251               |
| 2012年 | 254               |
| 2013年 | 254               |
| 2014年 | 247               |
| 2015年 | 261               |
| 2016年 | 255               |
| 2017年 | 264               |
| 2018年 | 265               |
| 2019年 | 255               |
| 2020年 | 215               |
| 2021年 | 217               |
| 2022年 | 222               |

## 駅周辺
- 白雪山善巧寺
- 宇奈月浦山郵便局
- 黒部中央公民館
- 黒部市立宇奈月小学校

## 隣の駅
富山地方鉄道
■本線
■アルペン特急・■特急
通過
■急行（上りのみ運転）・■普通
栃屋駅 (T34) - 浦山駅 (T35) - 下立口駅 (T36)